# Nazanin Zaghari-Ratcliffe
Nazanin Zaghari-Ratcliffe (nascida Zaghari; em persa: نازنین زاغری; nascida em 26 de dezembro de 1978, em Teerã, capital do Irã) é uma cidadã iraniana-britânica que foi detida no Irã em 3 de abril de 2016, como parte de uma longa disputa entre a Grã-Bretanha e o Irã. No início de setembro de 2016, ela foi condenada a cinco anos de prisão após ser considerada culpada de conspirar para derrubar o governo iraniano. Enquanto estava na prisão, ela fez pelo menos três greves de fome tentando persuadir as autoridades iranianas a fornecer tratamento médico para seus problemas de saúde. Ela foi libertada temporariamente em 17 de março de 2020, durante a pandemia de COVID-19 no Irã, mas sujeita a monitoramento eletrônico.
Em outubro de 2017, o procurador-geral de Teerã fez uma nova reclamação de que Nazanin Zaghari-Ratcliffe estava detido por administrar "um curso de jornalismo online BBC Persa, que visava recrutar e treinar pessoas para espalhar propaganda contra o Irã". Nazanin Zaghari-Ratcliffe sempre negou as acusações de espionagem contra ela, e seu marido afirma que sua esposa "foi presa por causa de uma dívida do Reino Unido, que não entregou tanques ao Irã em 1979".
Em 7 de março de 2021, sua sentença original terminou, mas ela deveria enfrentar uma segunda série de acusações em 14 de março. Em 26 de abril, ela foi considerada culpada de atividades de propaganda contra o governo e condenada a mais um ano de prisão. Ela apelou, mas em 16 de outubro de 2021, seu recurso foi rejeitado pelo tribunal iraniano. Nazanin Zaghari-Ratcliffe foi finalmente libertada em 16 de março de 2022, imediatamente depois que a Grã-Bretanha pagou a dívida pendente de £ 393,8 milhões com o Irã. Ela voltou para o Reino Unido no dia seguinte.

## Infância e educação
Nazanin Zaghari nasceu e foi criada em Teerã, capital do Irã, e estudou literatura inglesa na Universidade de Teerã, antes de se tornar professora de inglês. Após o terremoto de Bam em 2003, ela trabalhou como tradutora no esforço de socorro para a Agência de Cooperação Internacional do Japão. Mais tarde, ela trabalhou para a Federação Internacional das Sociedades da Cruz Vermelha e do Crescente Vermelho e, em seguida, mudou-se para a Organização Mundial da Saúde como oficial de comunicações.
Em 2007, Nazanin Zaghari-Ratcliffe mudou-se para o Reino Unido após receber uma bolsa de estudos para um mestrado em Gestão de Comunicação na London Metropolitan University.

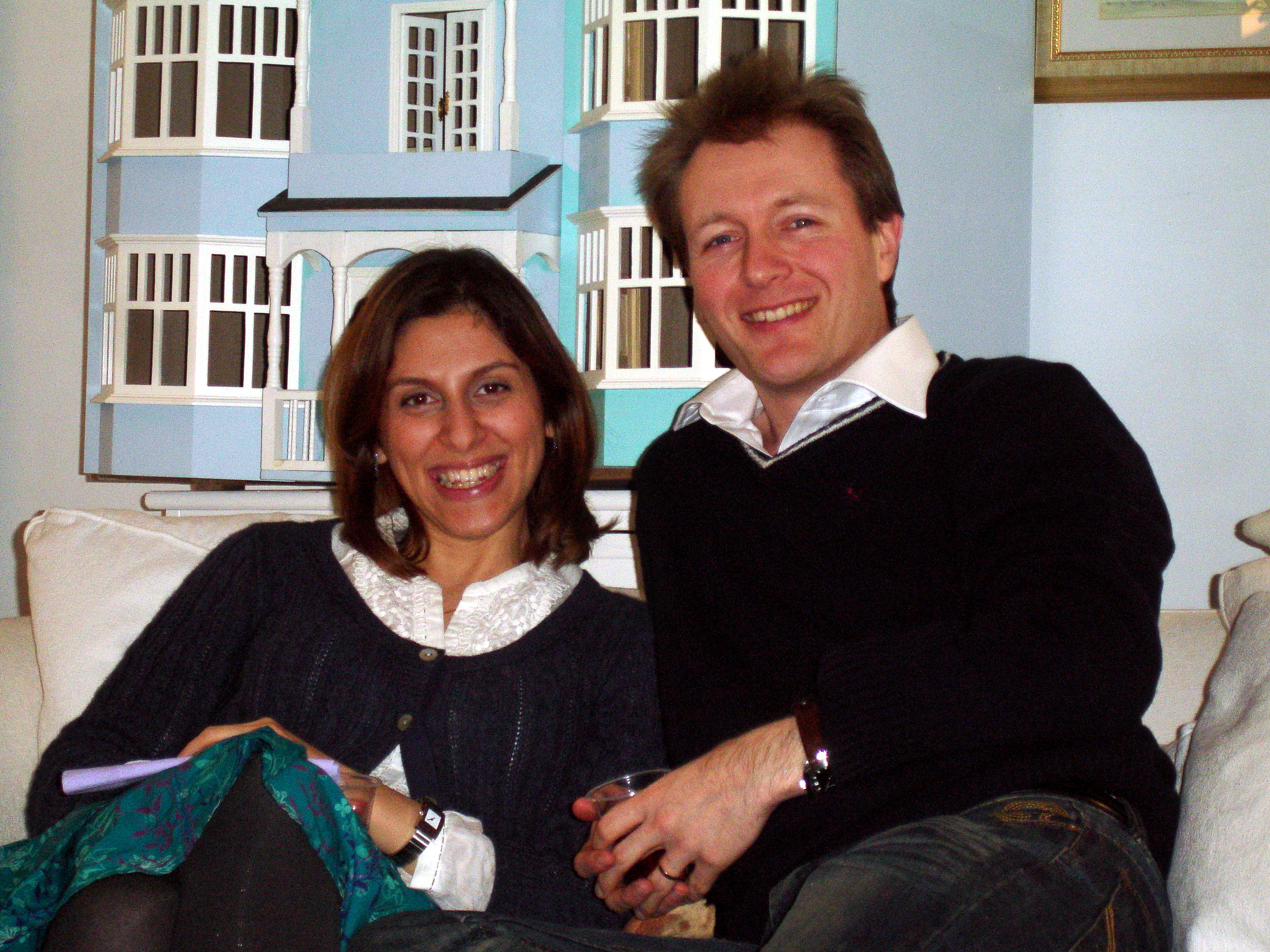
Nazanin com o marido Richard Ratcliffe, em 2011

Pouco depois de sua chegada ao Reino Unido, ela conheceu seu futuro marido, Richard Ratcliffe, por meio de amigos em comum. O casal se casou em agosto de 2009, em Winchester, e sua filha nasceu em junho de 2014. Nazanin Zaghari-Ratcliffe tornou-se cidadã britânica em 2013. Nazanin Zaghari-Ratcliffe costumava voltar ao Irã de tempos em tempos para que seus pais vissem sua filha. Ao viajar para o Irã, ela sempre usava seu passaporte iraniano, conforme exigido pela lei iraniana. Nazanin Zaghari-Ratcliffe usou seu passaporte britânico para todas as outras viagens internacionais.
Nazanin Zaghari-Ratcliffe trabalhou para o BBC World Service Trust de fevereiro de 2009 a outubro de 2010, depois trabalhou na Thomson Reuters Foundation como coordenadora de projeto antes de assumir a função de gerente de projeto.

## Prisão e julgamento
Em 17 de março de 2016, Nazanin Zaghari-Ratcliffe viajou para visitar sua família no Nowruz (Ano Novo iraniano) com sua filha de 22 meses. Em 3 de abril de 2016, membros da Guarda Revolucionária do Irã a prenderam no Aeroporto Imam Khomeini quando ela e sua filha estavam prestes a embarcar em um voo de volta para o Reino Unido. O passaporte britânico de sua filha foi confiscado durante a prisão e ela permaneceu no Irã sob os cuidados de seus avós maternos para que pudesse visitar sua mãe.
O motivo de sua prisão não ficou claro. Nazanin Zaghari-Ratcliffe trabalhou para o BBC World Service Trust (agora chamado BBC Media Action ) entre fevereiro de 2009 e outubro de 2010. Esta é uma instituição de caridade internacional que oferece cursos de treinamento para jornalistas cidadãos iranianos e blogueiros em sua revista ZigZag do Projeto de Desenvolvimento de Mídia do Irã e programa de rádio associado. Os fundamentalistas iranianos pareciam acreditar que a BBC era uma ferramenta para espionagem britânica e, em 2014, vários graduados foram condenados e sentenciados pelo Irã a até 11 anos de prisão por sua participação nesses cursos.
A BBC Media Action descreveu seu papel lá como "júnior e puramente administrativo". Na época de sua prisão, Nazanin Zaghari-Ratcliffe trabalhava para a Fundação Thomson Reuters. A diretora executiva da Thomson Reuters Foundation, Monique Villa, disse que “Nazanin trabalhou na Thomson Reuters Foundation nos últimos quatro anos como coordenadora de projetos encarregada de solicitações de subsídios e treinamento, e não teve nenhum contato com o Irã em sua capacidade profissional”.
No início de setembro de 2016, Nazanin Zaghari-Ratcliffe foi condenada a cinco anos de prisão por supostamente conspirar para derrubar o governo iraniano. O procurador-geral de Teerã declarou em outubro de 2017 que ela foi presa por dirigir "... um curso de jornalismo online da BBC persa que visava recrutar e treinar pessoas para espalhar propaganda contra o Irã".

## Prisão
Em 23 de agosto de 2018, Nazanin Zaghari-Ratcliffe foi liberada com licença temporária por três dias, o que é uma prática padrão antes de liberações mais longas. No entanto, Nazanin Zaghari-Ratcliffe sofreu ataques de pânico após retornar à prisão e lamentou ter recebido a libertação temporária. Seu marido disse que a licença temporária era um "jogo cruel" sujeito a condições que incluíam o monitoramento de seus movimentos.
No final de setembro de 2018, quando questionado sobre o caso Nazanin Zaghari-Ratcliffe, o presidente iraniano Hassan Rouhani reconheceu que conhecia o caso (embora negue conhecer suas especificidades) e observou que "novas acusações [foram] feitas contra ela". Rouhani comparou a prisão de estrangeiros no Irã à prisão de iranianos em países ocidentais, dizendo que os líderes de ambos os lados estavam negando o poder sobre as decisões de seu próprio judiciário e que "todos nós devemos" exercer "um esforço constante e concentrado... então... todos os prisioneiros devem ser libertados... mas deve ser um caminho de mão-dupla."
Em março de 2019, o Ministério das Relações Exteriores do Reino Unido (FCO) concedeu proteção diplomática a Nazanin Zaghari-Ratcliffe, elevando o status de seu caso de uma questão consular para uma disputa entre os dois governos. O Irã argumenta que a designação é contrária à lei internacional, a Master Nationality Rule, com o embaixador do Irã em Londres afirmando que "os governos só podem exercer tal proteção para seus próprios cidadãos... O Irã não reconhece a dupla nacionalidade”.
Em 11 de outubro de 2019, a filha de Nazanin Zaghari-Ratcliffe voltou para a casa do pai no Reino Unido para começar a estudar.
Em dezembro de 2019, o procurador-geral do Irã negou a liberdade condicional de Nazanin Zaghari, solicitada por seu advogado.
Em março de 2020, no auge da pandemia de COVID-19 no Irã – quando o líder supremo aiatolá Khamenei anunciou planos para perdoar 10.000 prisioneiros e libertar temporariamente 85.000 para combater um surto de infecções por COVID-19 nas prisões – Nazanin Zaghari-Ratcliffe foi libertada em caráter temporário. Seu marido relatou que ela estava doente há duas semanas com sintomas de COVID-19, mas não havia sido testada e não precisou de hospitalização.
Enquanto estava em liberdade condicional, ela morou na casa de seus pais em Teerã, mas era obrigada a usar um bracelete eletrônico de vigilância e permanecer a uma distância máxima de 300 metros da casa. Ela conseguiu fazer videochamadas várias horas por dia para o marido e a filha. Sua liberdade condicional foi posteriormente estendida até 18 de abril. Sua libertação foi novamente prorrogada em abril, até 20 de maio, segundo seu marido. Em 20 de maio, sua família disse que sua libertação havia sido estendida indefinidamente.
Em 8 de setembro de 2020, a mídia estatal iraniana disse que Nazanin Zaghari-Ratcliffe estava enfrentando novas acusações. Em 13 de setembro, seu julgamento foi adiado. Estava marcado para 2 de novembro de outubro. Nenhum funcionário britânico foi autorizado a observáalo, apesar dos repetidos pedido.
A sentença de Nazanin Zaghari-Ratcliffe terminou em 7 de março de 2021. No dia anterior, o marido de Nazanin, Richard Ratcliffe, expressou que ele e sua filha esperavam "muito ansiosamente" pela libertação. Ele também disse que não tinham certeza se ela seria liberada, pois "os arranjos não foram esclarecidos" Ela foi libertada conforme programado, mas com um novo processo judicial contra ela marcado para 14 de março. Nessa data, ela compareceu sob a acusação de propaganda contra o regime e foi instruída a aguardar um veredicto em sete dias úteis.
Em 26 de abril de 2021, ela foi considerada culpada de atividades de propaganda contra o governo e condenada a um ano de prisão e proibida de deixar o Irã por um ano. Seu advogado disse que ela foi acusada de participar de uma manifestação em Londres há 12 anos e de dar uma entrevista ao serviço persa da BBC.

## Discussão sobre troca de presos
Em 24 de abril de 2019, o ministro das Relações Exteriores do Irã, Mohammad Javad Zarif, sugeriu uma troca oficial entre Nazanin Zaghari-Ratcliffe e Negar Ghodskani, uma cidadã iraniana detida na Austrália com um mandado de extradição dos Estados Unidos. A Grã-Bretanha rejeitou uma proposta de troca de prisioneiros do ministro das Relações Exteriores do Irã, chamando-a de manobra diplomática "vil". Uma reportagem da TV estatal iraniana citou um oficial anônimo do Irã em 2 de maio de 2021, afirmando que o Reino Unido havia concordado em saldar sua dívida de £ 400 milhões, em troca de sua libertação. O governo britânico negou no dia seguinte, dizendo que as negociações sobre a dívida, acumulada por não entregar tanques ao Irã conforme um acordo da década de 1970, eram separadas de seu caso e ainda estavam em andamento.

## 1971 disputa de acordo de armas
Em fevereiro de 2018, Richard Ratcliffe disse acreditar que a libertação de sua esposa dependia dos juros de uma dívida de £ 450 milhões que o Reino Unido tinha com o Irã desde a década de 1970 por um acordo de armas cancelado. Em outubro de 2019, ele repetiu a afirmação com mais detalhes, afirmando que uma agência do governo do Reino Unido estava usando "todos os obstáculos legais para atrasar e minimizar o pagamento".
Em 1971, o governo iraniano, então sob o xá do Irã, pagou à Grã-Bretanha um pedido de mais de 1.500 tanques Chieftain e outros veículos blindados como parte de um acordo de £ 650 milhões. Quando o regime do xá caiu, a Grã-Bretanha cancelou a parte não entregue do pedido e o regime islâmico pediu um reembolso parcial dos tanques não entregues. Uma disputa legal existia entre a Grã-Bretanha e o Irã desde então. Em maio de 2021, depois que sua esposa teve sua sentença estendida mais uma vez, Richard Ratcliffe escreveu um artigo para Declassified UK, no qual afirmou que a exportação de armas secretae inexplicável do Reino Unido é um perigo para Nazanin e cidadãos britânicos em todos os lugares.
Em janeiro de 2016, os Estados Unidos reembolsaram ao Irã $ 400 milhões por equipamento militar não entregue que estava associado à libertação de quatro iranianos-americanos, incluindo o jornalista do Washington Post Jason Rezaian, o que pode ser visto como um precedente para a situação de Nazanin Zaghari-Ratcliffe.
Nazanin Zaghari-Ratcliffe teria sido informado por seus interrogadores militares sobre a ligação entre sua detenção e o disputado negócio de armas. Esta alegação foi negada tanto pelo Ministério das Relações Exteriores iraniano quanto pelo Ministério das Relações Exteriores britânico, com o último declarando:

Este é um caso antigo e diz respeito a contratos assinados há mais de 40 anos com o regime iraniano pré-revolução. Nós e os iranianos rejeitamos qualquer ideia de que as duas questões estejam ligadas. O financiamento para saldar a dívida foi pago ao Supremo Tribunal pelo Tesouro e pelos Serviços Militares Internacionais em 2002. O Ministério da Defesa do Irã continua sujeito a sanções da União Europeia.
Richard Ratcliffe reafirmou sua crença de que sua esposa estava sendo usada como moeda de troca na disputa sobre a dívida não paga da IMS e nas negociações sobre o acordo de enriquecimento nuclear do Plano de Ação Abrangente Conjunto com o Irã. No entanto, ele acredita que relatórios recentes na TV iraniana sugerem que os governos estão no meio de negociações. Em 2 de maio de 2021, o secretário de Relações Exteriores britânico, Dominic Raab, disse que o Irã estava usando Nazanin Zaghari-Ratcliffe em "um jogo de gato e rato" e seu tratamento "equivale a uma tortura". O acordo de pagamento da dívida falhou, o que o primeiro-ministro Boris Johnson explicou mais tarde como "difícil de resolver e resolver por todos os tipos de razões relacionadas a sanções".
Em 16 de março de 2022, a secretária de Relações Exteriores, Liz Truss, anunciou que, após meses de negociações, o governo pagou a dívida de £ 393,8 milhões com o Irã, delimitada apenas para uso humanitário. No mesmo dia, a proibição de viagem de Nazanin Zaghari-Ratcliffe foi rescindida e ela voou de volta para o Reino Unido.
Em 21 de março de 2022, o Comitê Seleto de Relações Exteriores da Câmara dos Comuns anunciou que realizaria um inquérito sobre o atraso no pagamento da dívida com o Irã. O ex-ministro do Oriente Médio, Alistair Burt, escreveu ao comitê afirmando que, mesmo durante o mandato, não conseguiu descobrir qual parte do governo estava resistindo ao pagamento da dívida e sugeriu que o comitê deveria investigar agora.

## Campanha de libertação

### Seu marido Richard Ratcliffe
Em 7 de maio de 2016, o marido de Nazanin Zaghari-Ratcliffe, Richard Ratcliffe, lançou uma petição online, pedindo ao primeiro-ministro do Reino Unido e ao líder supremo do Irã que tomassem as medidas apropriadas para garantir o retorno seguro de sua esposa e filha. A petição agora tem mais de 3,5 milhões de apoiadores em 155 países. O primeiro-ministro prometeu se encontrar com Richard Ratcliffe, mas nenhuma data foi acertada.
Em junho de 2019, Richard e Nazanin ZNazanin Zaghari-Ratcliffe entraram em greve de fome, em protesto contra a prisão de Nazanin, com Richard Ratcliffe acampando do lado de fora da Embaixada do Irã em Londres. Ambos encerraram a greve de fome em 29 de junho de 2019, após 15 dias.
Em setembro de 2021, Richard Ratcliffe e as campanhas de libertação conclamaram o governo britânico a sancionar funcionários iranianos individuais envolvidos na detenção com congelamento de ativos e proibição de viagens. Richard Ratcliffe chamou a detenção de "tomada de reféns".
Em 24 de outubro de 2021, Richard Ratcliffe fez uma segunda greve de fome para persuadir o governo britânico a expandir os esforços para pedir a libertação de sua esposa da prisão no Irã. Sua greve de fome ocorreu do lado de fora do Ministério das Relações Exteriores, em Londres. Em 9 de novembro de 2021, 17º dia de greve de fome, a preocupação com sua saúde aumentava. Em 13 de novembro de 2021, Richard Ratcliffe encerrou sua greve de fome após 21 dias, afirmando que sua filha "precisa de dois pais".

### Comentários de Boris Johnson
Uma parte central da defesa de Nazanin Zaghari-Ratcliffe foi que ela estava lá de férias e nunca trabalhou para treinar jornalistas no país. No entanto, em 1º de novembro de 2017, o então secretário de Relações Exteriores britânico, Boris Johnson, disse: "Quando olhamos para o que Nazanin Zaghari-Ratcliffe estava fazendo, ela estava simplesmente ensinando jornalismo às pessoas, pelo que entendi, no limite". Essas observações pareciam tê-la colocado em risco, levando à condenação do líder da oposição Jeremy Corbyn, que pediu a demissão de Johnson.
Seu empregador, a Thomson Reuters Foundation, pediu a Johnson que "corrigisse imediatamente o grave erro que cometeu" nesta declaração. Eles acrescentaram "Ela não é jornalista e nunca treinou jornalistas na Thomson Reuters Foundation". Quatro dias depois, Nazanin Zaghari-Ratcliffe foi devolvida ao tribunal no Irã, onde a declaração do ministro das Relações Exteriores foi citada como prova contra ela.
Acredita-se que Nazanin Zaghari-Ratcliffe provavelmente comparecerá ao tribunal novamente em 10 de dezembro de 2017 para enfrentar acusações adicionais relacionadas ao seu trabalho para o BBC World Service Trust; no entanto, funcionários do tribunal iraniano divulgaram uma declaração de que nenhuma nova acusação foi levantada e esses relatórios eram falsos. Johnson visitou Teerã em 9 de dezembro de 2017, levantando o caso de Nazanin Zaghari-Ratcliffe.

### Nações Unidas
As Nações Unidas pediram em várias ocasiões a libertação de Nazanin Zaghari-Ratcliffe. Em 7 de outubro de 2016, o relator das Nações Unidas sobre os direitos humanos no Irã, Ahmed Shaheed, pediu ao Irã que libertasse imediatamente Nazanin Zaghari-Ratcliffe. A convocação foi repetida um ano depois pela sucessora de Shaheed, Asma Jahangir, bem como por José Antonio Guevara Bermúdez, Presidente-Relator do Grupo de Trabalho sobre Detenção Arbitrária: "Consideramos que a senhora Nazanin Zaghari-Ratcliffe foi arbitrariamente privada de sua liberdade e que seu direito a um julgamento justo perante um tribunal independente e imparcial foi violado… Essas são violações flagrantes das obrigações do Irã sob o direito internacional". O Grupo de Trabalho sobre Detenção Arbitrária também pediu formalmente sua libertação imediata em seu Parecer 28/2016, aprovado em agosto de 2016.
Outros apelos pela libertação de Nazanin Zaghari-Ratcliffe foram feitos pelo Congresso dos Estados Unidos, o Parlamento canadense, e o Parlamento Europeu.

### Pandemia do coronavírus
Em fevereiro de 2020, quando a pandemia de COVID-19 se espalhou para o Irã, suspeitou-se que Nazanin Zaghari-Ratcliffe tivesse adoecido de COVID-19 do vírus SARS-CoV-2. Sua família pediu aos governos do Reino Unido e do Irã que garantissem que Nazanin Zaghari-Ratcliffe fosse testado para o vírus e recebesse tratamento médico adequado. No entanto, o porta-voz do Judiciário do Irã, Gholamhossein Esmaili, disse que ela não tinha coronavírus e estava com "boa saúde". Gholamhossein também descreveu relatos de sua infecção como "propaganda".
Em 17 de março, ela foi libertada temporariamente por duas semanas, que mais tarde foi prorrogada indefinidamente. Depois que seu novo julgamento foi adiado em setembro, o Ministério das Relações Exteriores pediu que ela fosse libertada permanentemente. Kate Allen, diretora da Anistia Internacional do Reino Unido, chamou de absurdo que o julgamento tivesse sido movido, dizendo que ela já havia enfrentado um julgamento injusto. Ela acusou o governo iraniano de jogar jogos políticos cruéis com ela e pediu ao governo britânico que trabalhasse mais para sua libertação.

### Assistência consular
Em dezembro de 2020, em relação à prisão de Nazanin Zaghari-Ratcliffe, foi amplamente divulgado que os cidadãos britânicos presos no exterior não têm direito a ajuda ou proteção do governo, mesmo que estejam sendo torturados. No entanto, em circunstâncias normais, os cidadãos britânicos no exterior são elegíveis para assistência consular em momentos de necessidade. A dificuldade legal para o Ministério das Relações Exteriores britânico neste caso particular é que Nazanin Zaghari-Ratcliffe foi presa no país de sua cidadania natal e em um país que não reconhece dupla nacionalidade para cidadãos iranianos. Além disso, durante suas visitas ao Irã, Nazanin Zaghari-Ratcliffe entrou no país usando seu passaporte iraniano. O FCDO reconheceu o risco de prisão e detenção para cidadãos com dupla nacionalidade em seus conselhos de viagem para pessoas que viajam para o Irã.

## Libertação
Nazanin Zaghari-Ratcliffe foi libertada, junto com Anoosheh Ashoori, em 16 de março de 2022. Embarcando em um avião da Força Aérea Real de Omã, a dupla chegou a Mascate naquele dia e retornou ao Reino Unido no dia seguinte em um voo fretado pelo governo para a RAF Brize Norton. A decisão de libertá-la foi ligada ao pagamento do Reino Unido da dívida de £ 393,8 milhões relacionada ao acordo de armas não cumprido na década de 1970, embora o governo iraniano tenha negado isso, e a secretária de Relações Exteriores britânica Liz Truss os chamou "questões paralelas". Outros fatores que foram descritos como contribuintes incluíram a campanha de sua família, o foco da diplomacia britânica na questão e um alinhamento de interesses entre os dois países durante a invasão russa da Ucrânia. O humanitário inglês Terry Waite, que foi mantido em cativeiro por quatro anos no Líbano de 1987 a 1991, disse que Nazanin Zaghari-Ratcliffe "deveria contar sua história".
Nazanin Zaghari-Ratcliffe disse em entrevista coletiva logo após sua libertação que a sensação de voltar para casa era "preciosa" e "gloriosa", mas também criticou a resposta do governo à sua prisão, comentando que "vi cinco secretários estrangeiros mudarem ao longo de seis anos. Quantos secretários estrangeiros são necessários para alguém voltar para casa?" e "Todos nós sabemos... como cheguei em casa. Deveria ter acontecido exatamente seis anos atrás." O ex-secretário de Relações Exteriores Jeremy Hunt simpatizou com isso, argumentando nas redes sociais que "aqueles que criticam Nazanin [por suas opiniões sobre sua prisão] entenderam tudo errado. Ela não nos deve gratidão: nós lhe devemos uma explicação. Ela está absolutamente certa de que demorou muito para que a trouxéssemos de volta para casa."

## Protestos de Mahsa Amini
Por causa dos protestos de Mahsa Amini, Nazanin Zaghari-Ratcliffe cortou o cabelo publicamente como um símbolo de oposição à tirania na República Islâmica do Irã.

## Meios de comunicação
Em 28 de dezembro de 2022, Nazanin Zaghari-Ratcliffe foi a editora convidada do programa Today (BBC Radio 4). Ela disse a Andy Murray que havia experimentado um raro momento de alegria durante sua prisão, quando seus captores lhe deram uma televisão, na qual ela o viu vencer o torneio individual masculino no Campeonato de Wimbledon de 2016.

## Reconhecimento
Em 2022, Nazanin Zaghari-Ratcliffe foi indicada como uma das 100 mulheres mais inspiradoras do mundo, pela BBC.